# Ivan Bodin

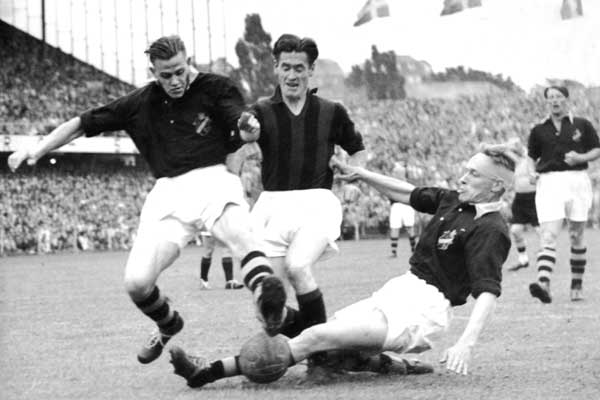
Bodin (l.) bei einem Freundschaftsspiel im Juni 1950 mit AIK gegen den AC Mailand

Erik Ivan Bodin (* 20. Juli 1923 in Sundsvall; † 29. August 1991) war ein schwedischer Bandy- und Fußballspieler. Der im Laufe seiner Karriere überall auf dem Feld eingesetzte Fußballer, der im Kader der schwedischen Fußballnationalmannschaft für die Weltmeisterschaft 1950 stand, wurde zweimal Pokalsieger mit AIK.

## Werdegang
Bodin begann seine Sportlerkarriere bei Mälarhöjdens IK. 1948 zog „Bodde“, so sein Spitzname, weiter zu AIK. Den Klub vertrat er sowohl im Fußball als auch im Bandy in der jeweils höchsten schwedischen Spielklasse. 
Für AIK debütierte Bodin beim 3:0-Erfolg über IS Halmia im heimischen Råsundastadion in der Allsvenskan und konnte sich als zweifacher Torschütze feiern lassen. Da er in seiner ersten Spielzeit aufgrund seines harten Schusses hauptsächlich als Stürmer aufgeboten wurde, konnte er in 21 Saisonspielen 14 Tore erzielen und wurde vor Bertil Bäckvall bester vereinsinterner Schütze. Zudem erreichte er mit der Mannschaft das Pokalfinale gegen Landskrona BoIS, das mit einem 1:0-Erfolg endete. In den folgenden Jahren wurde er öfters defensiv aufgestellt und trat als Abwehr- oder Mittelfeldspieler an, konnte sich aber dennoch in der Stammformation behaupten. 1950 erreichte er mit AIK abermals das Pokalfinale und konnte durch einen 3:2-Sieg über Helsingborgs IF den Titel verteidigen.
Bodin wurde in den Kader für die Weltmeisterschaft 1950 berufen, wo Schweden Dritter wurde. Bodin kam aber während des Turniers nicht zum Einsatz. Sein einziges Länderspiel bestritt er am 2. September 1951 beim 3:2-Erfolg gegen die finnische Nationalmannschaft. 
Bis 1955 lief Bodin für AIK in der Allsvenskan auf. Nach 107 Spielen, in denen ihm insgesamt 15 Tore gelangen, beendete er anschließend seine aktive Laufbahn beim Klub.